# Минуташи
Минуташи (енгл. Minutemen) су били тимови људи, изабраних из америчке колонијалне милиције током Америчког револуционарног рата. Заветовали су се да ће бити спремни за борбу против Британаца у року од два минута након што добију позив.
Минуташи су били међу првима који су се борили у Америчкој револуцији. Њихови тимови су чинили око четвртину укупне милиције. Начелно млађи и покретнији, они су служили као део мреже за рани одговор. Минуташ и члан Синова слободе, Пол Ревир је био међу онима који су раширили вести да Британски регуларци (војници) долазе из Бостона. Ревир је заробљен пре него што је завршио своју мисију док су Британци марширали према арсеналу у Лексингтону и Конкорду како би конфисковали оружје и муницију који су тамо били у складиштени.
Назив „минуташи“ се такође користио и за разне касније америчке војне снаге попуњене цивилима како би се призвало сећање на успех и патриотизам првобитних минуташа.